# Soproni

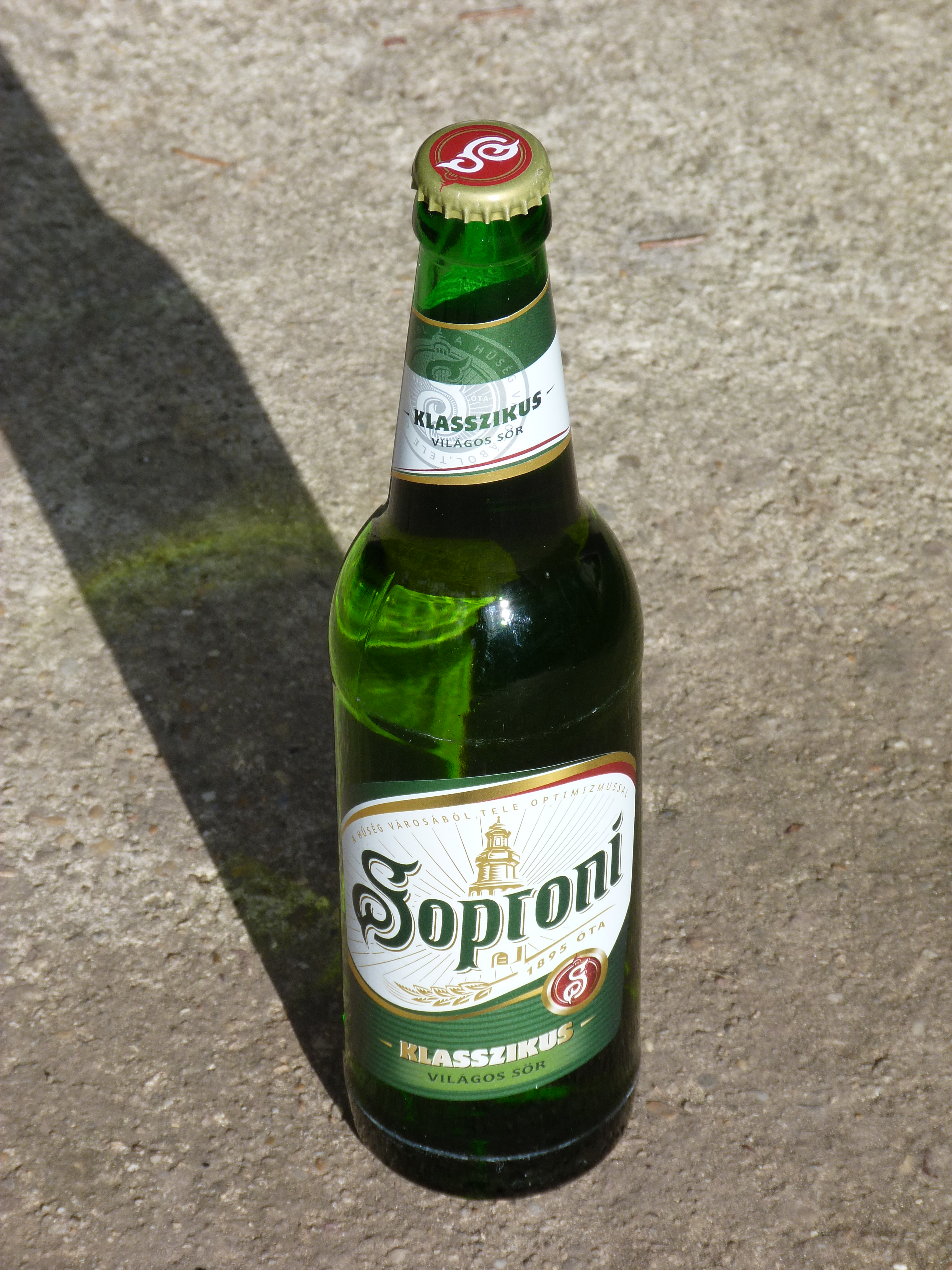
Soproni Klasszikus világos sör

A Soproni egy 4,5%-os alkoholtartalmú világos sör, a Heineken Hungária Sörgyárak Zrt. terméke.

## Jellemzői
- A Magyarországon kapható világos sörök szokásos alkoholtartalmával bír (4,5%).
- A Soproni szaga és szénsavtartalma megegyezik a Soproni termékcsalád más tagjaival.
- Néhány éve új receptet dolgoztak ki, ekkor lett a neve Soproni Ászok helyett csak Soproni.

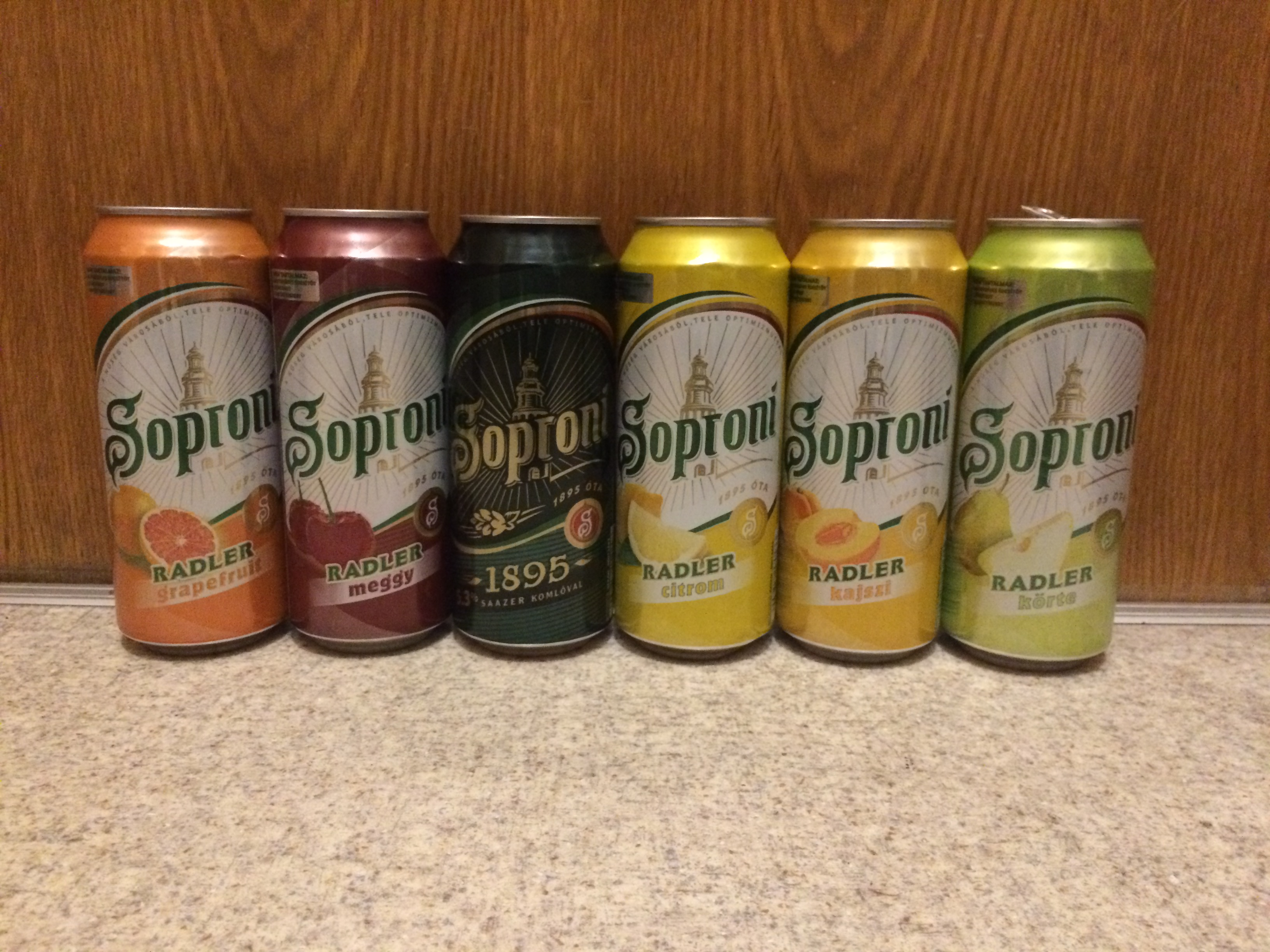
Radlerek és az 1895

## A termékcsalád[1]
- Soproni Klasszikus
- Soproni 1895
- Soproni Óvatos Duhaj IPA
- Soproni Óvatos Duhaj Démon (barna)
- Soproni Óvatos Duhaj APA
- Soproni Óvatos Duhaj Meggy Ale
- Soproni Óvatos Duhaj Porter (megszűnt)
- Soproni Óvatos Duhaj Málna Ale (megszűnt)
- Soproni Óvatos Duhaj Búza (megszűnt)
- Soproni Óvatos Duhaj Hoplager (megszűnt)
- Soproni Óvatos Duhaj Mangó (megszűnt)
- Soproni Radlerek (gyümölcsös ízesítésű sörital)
- Soproni 0.0% Radlerek (ugyanezen italok alkoholmentes változatai)
- Soproni Szűz (klasszikus alkoholmentes sör, egy ideig Soproni Maxx néven futott)

## Négy decis dobozok
A gyártó Heineken Hungária 2015 nyarán a Heineken sörrel együtt a Sopronit is elkezdte 0,5 literes helyett 0,4 literes kiszerelésű alumínium dobozokban forgalmazni, ami a fogyasztók szemében komoly ellenérzéseket váltott ki. Később a klasszikus söreiknél újra bevezették a fél litereset, a négy decis pedig ezekből hamarosan el is tűnt. A Radlerekből ugyanakkor megmaradtak kizárólagosan az egy híján ötdecisek. (A jobb oldali képen még korábbi, félliteres Radlerek láthatóak.)

## Külső hivatkozások
- A Soproni hivatalos oldala